# Артилерійська вулиця (Миколаїв)
Ву́лиця Артилері́йська — вулиця в історичній частині міста Миколаїв, найкоротша з поперечних вулиць міста. Обмежується Диким Садом на півночі і вулицею Павла Скоропадського на півдні.

## Розташування
Артилерійська вулиця — найкоротша поперечна вулиця в історичній частині Миколаєва.
Бере свій початок від городища Дикий Сад, перетинає вулиці Адміральську, Вадима Благовісного, Спаську, Велику Морську, Марка Кропивницького, Шевченка та закінчується перетином з вулицею Павла Скоропадського. Загальна протяжність близько 950 метрів.

## Історія
Вулиця сформувалася в 1824 році після забудови в кінці вулиці Адміральської перпендикулярно їй комплексу будівель – Будинку флагманів і капітанів, тобто клубу офіцерів флоту. Назву вулиці дав поліцмейстер Г. Г. Автомонов в 1835 році у зв'язку з тим, що нею можна було дістатись Артилерійського училища, яке було розташоване на мисі Порохового льоху. Згодом на його місце перенесли Штурманське училище.
Після Кримської війни в будівлі Артилерійського училища було розміщено арсенал кріпосної артилерії.

## Пам'ятки, інфраструктура

### Будівлі та пам'ятки
- Вулиця бере свій початок від городища Дикий Сад — пам'ятки археології, укріпленого поселення Білозерської культури XIII—X століть до н. е.
- Недалеко від городища Дикий Сад, за адресою вулиця Артилерійська, 7, знаходиться Будинок офіцерів флоту (морське зібрання) 1820 року будівництва — пам'ятка архітектури національного значення.
- В будинку за адресою вулиця Артилерійська, 11 мешкав вчений, засновник експериментальної ракетодинаміки Костянтин Константинов. Будинок одноповерховий, прямокутний у плані. Бокові частини фасаду прикрашені трикутними фронтонами, кожен з яких спирається на чотири пілястри. Головний вхід оформлений у вигляді невеликого чотириколонного портика, який завершений аттиком. 1968 року на фасаді будинку встановлена мармурова меморіальна дошка, Костянтину Костянтинову, яка свідчить про його перебування в цій будівлі[2].
- В будинку № 13 мешкали письменник Всеволод Гаршин (у 1881—1882 роках) та діяч наук, заслужений педагог Володимир Рюмін (1902—1937). На будинку розміщено дві меморіальні дошки.
- Між вулицями Спаською і Великою Морською розташовується ботанічна пам'ятка природи «Дуб».
- В місці перетину з вулицею Великою Морською розташована кутова будівля за адресою вулиця Артилерійська, 31, що певний час належала сім'ї Аркас[3].
- Надалеко від перетину з вулицею Великою Морською, у будинку за адресою вулиця Артилерійська, 18/1, мешкав російський адмірал і флотоводець Володимир Корнілов. На будинку розміщено меморіальну дошку.
- Будинок Комерційного училища імені статс-секретаря Сергія Вітте будівництва ІІ половини ХІХ століття, в якому у 1903—1905 роках навчався письменник Ісак Бабель, розташовується за адресою вулиця Артилерійська, 19.
- Будинок, в якому жив засновник першої миколаївської газети «Миколаївський вісник» Єгор Павловський знаходиться на розі вулиць Артилерійської і Шевченка, по діагоналі від будинку Комерційного училища імени статс-секретаря Сергія Вітте.

### Парки і сквери
- Між Будинком офіцерів флоту і вулицею Вадима Благовісного розташовано Університетський сквер — колишня Нікольська площа, утворена наприкінці XIX століття.

## Галерея

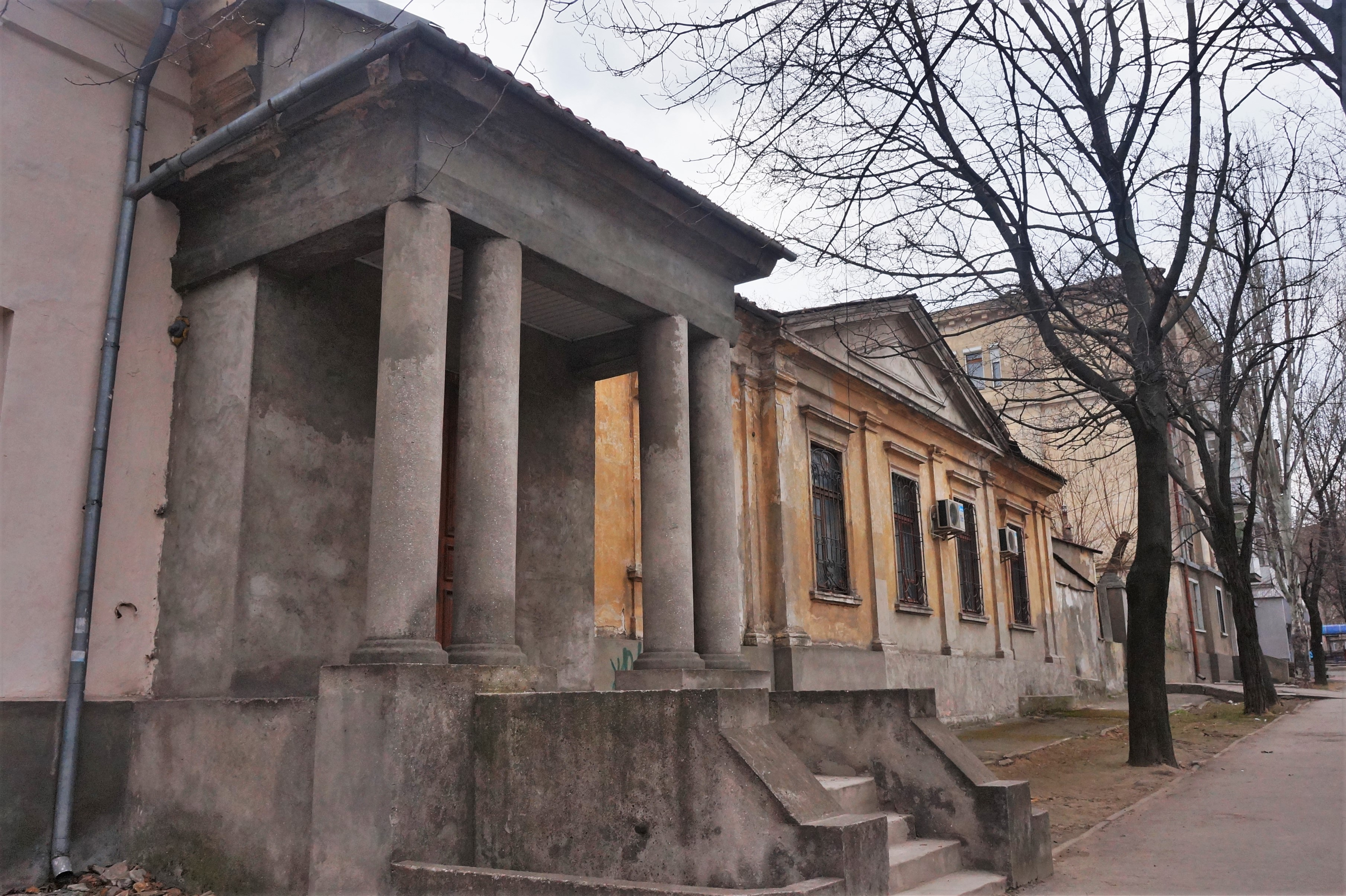
Будинок, в якому мешкав Констянтин Іванович Константинов.
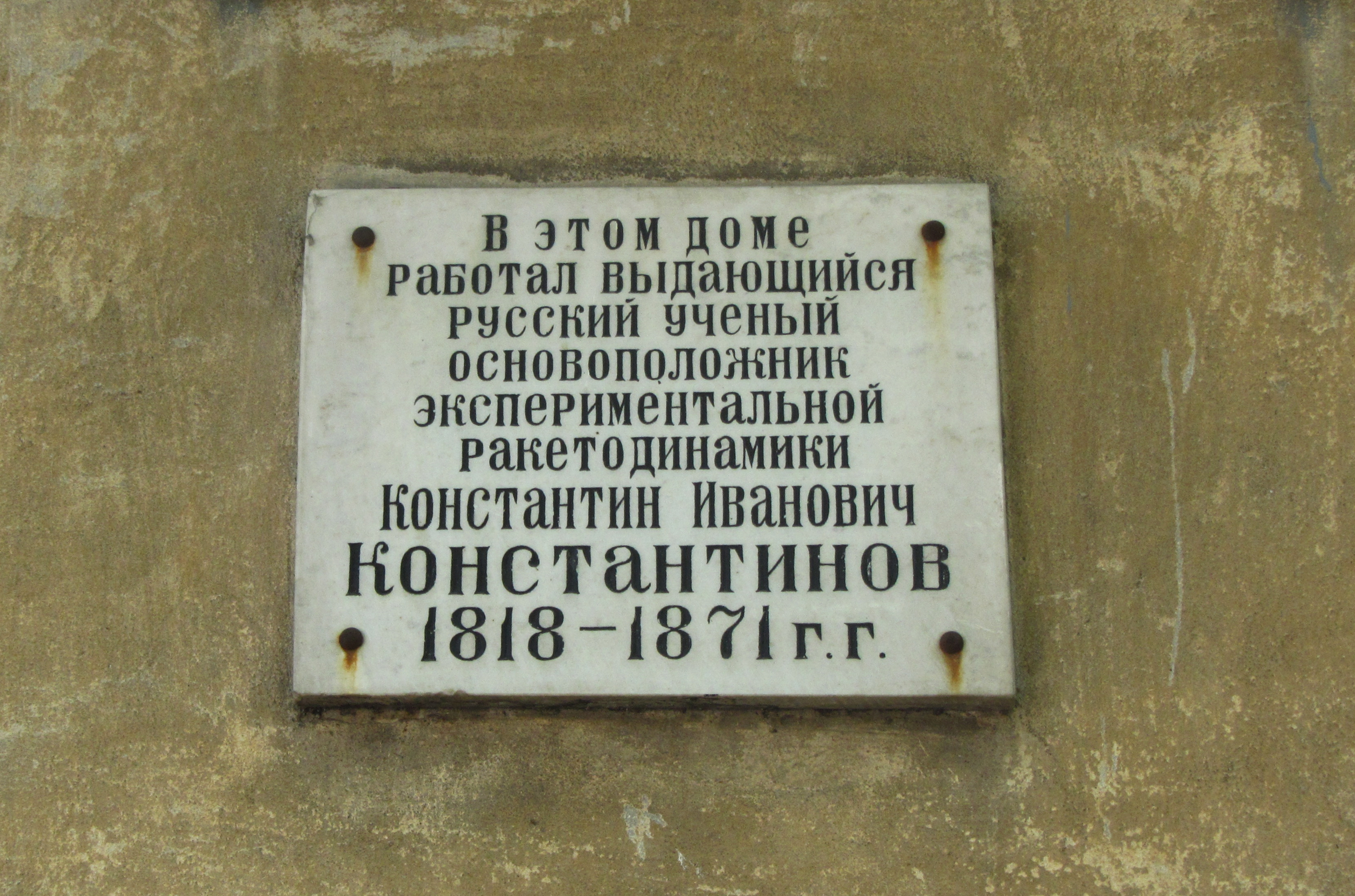
Меморіальна дошка К. І. Константинову.
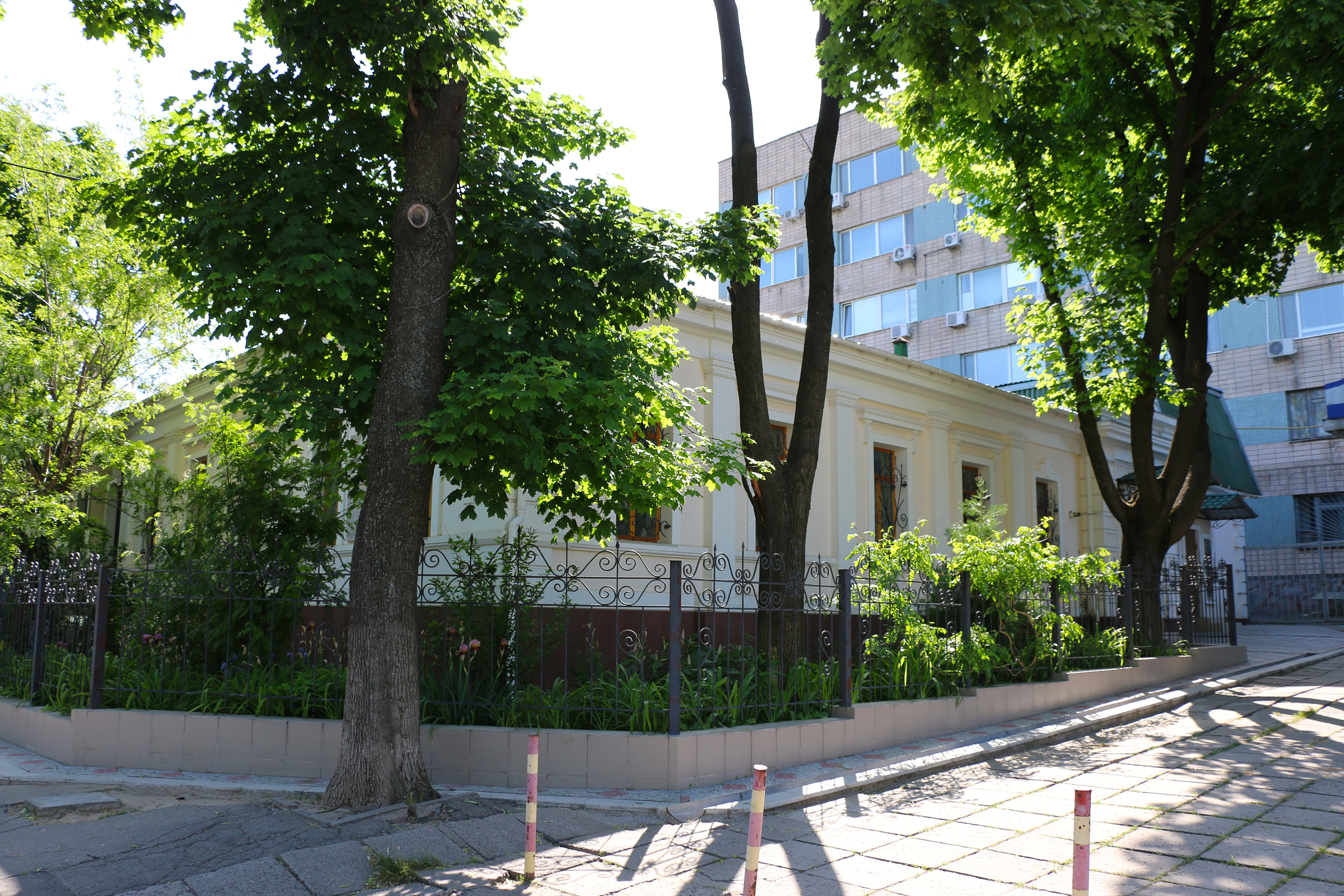
Будинок, в якому мешкали Всеволод Михайлович Гаршин та Володимир Володимирович Рюмін.
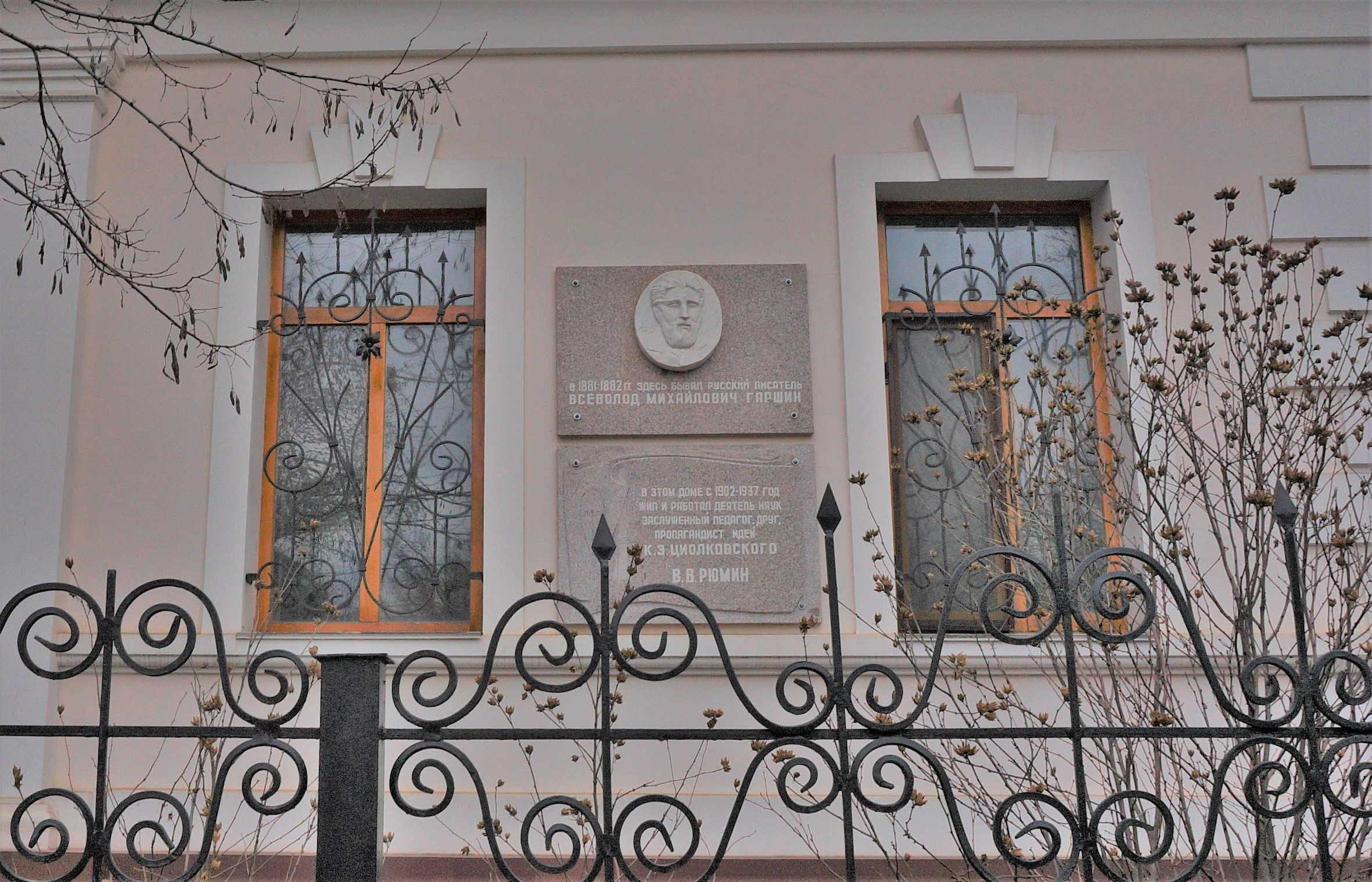
Меморіальні дошки В. М. Гаршину та В. В. Рюміну.
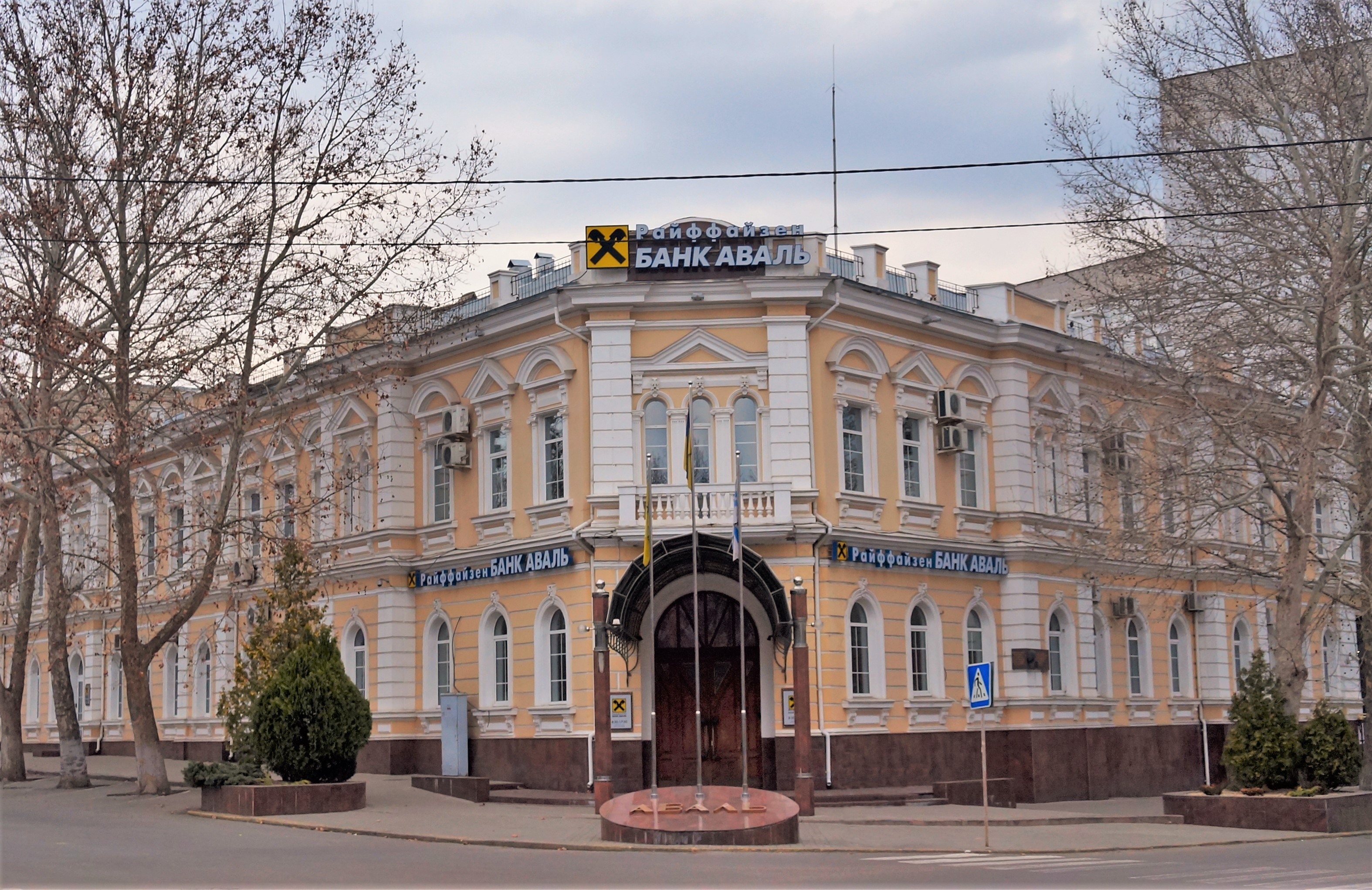
Будинок комерційного училища імені статс-секретаря Сергія Вітте.
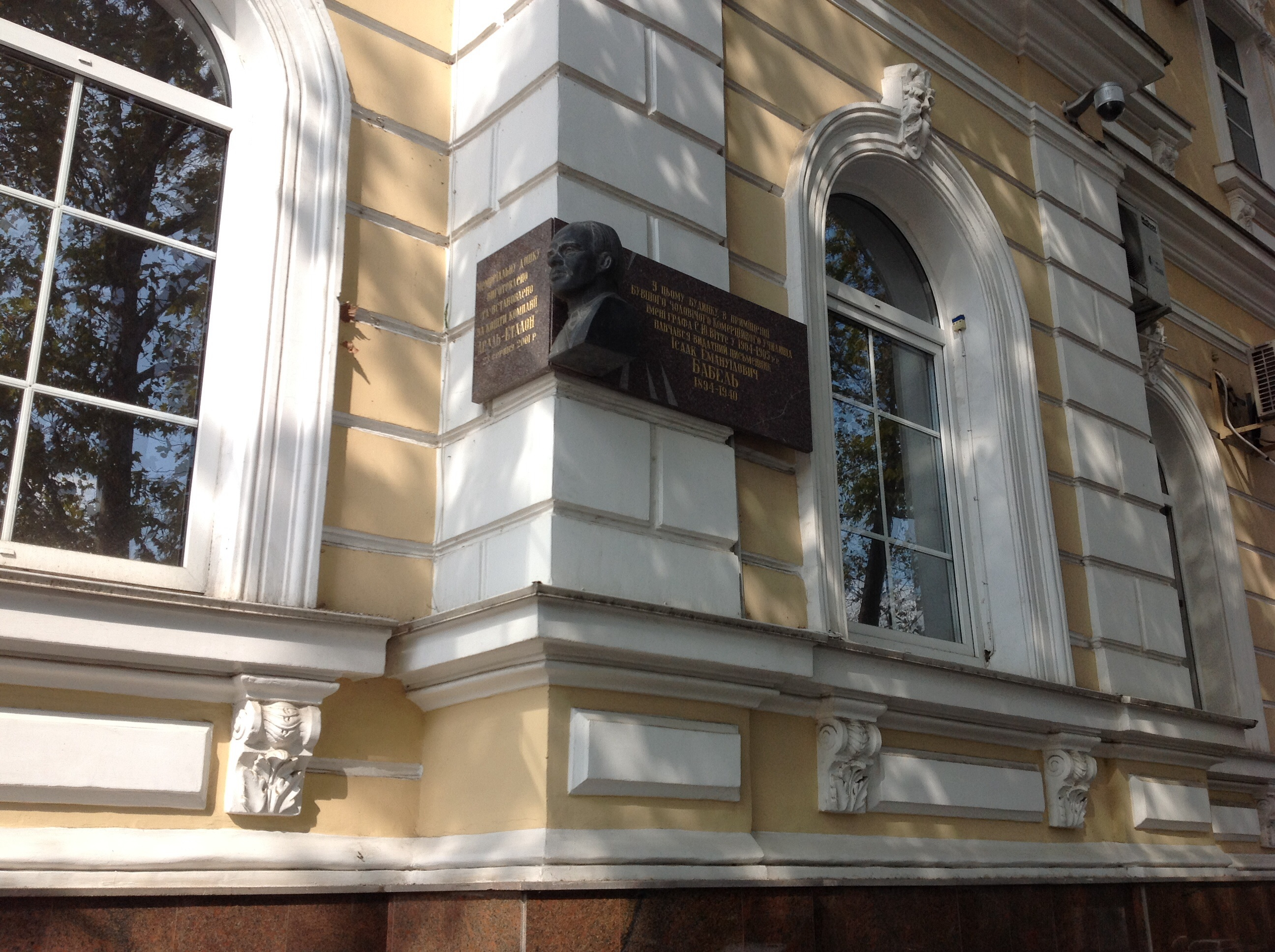
Меморіальна дошка Ісаку Еммануїловичу Бабелю.